# Etro
Etro (произносится Э’тро) — итальянская компания, основанная в 1968 году модельером Джероламо (Джиммо) Этро, производитель модной одежды, тканей, парфюмерии, товаров для дома, аксессуаров и других предметов роскоши. Стала известной благодаря своему фирменному узору «пейсли».

## История
Компания была основана Джероламо (Джиммо) Этро в 1968 году как производитель тканей.
Путешествуя по Индии в 1981 году, Джиммо увидел кашемир с «огуречными мотивами» — что и легло в основу узора «пейсли».

## Руководство
Компания остается частной и управляется четырьмя детьми Джиммо:
- Якопо (Jacopo) — директор Home Collection и управляющий текстильным производством
- Ипполито (Ippolito) — финансовый директор
- Кин (Kean) и Вероника (Veronica) — координаторы и креативные директора́ мужской и женской одежды соответственно